# Xavier de Hemricourt de Grunne
François Xavier Hubert Ferdinand Marie de Hemricourt de Grunne (Rixensart, 11 juni 1894 - Gross Strehlitz, 4 juli 1944) was een Belgisch senator en verzetsstrijder.

## Levensloop
Graaf Xavier de Grunne was de jongste van de negen kinderen van generaal-majoor François de Hemricourt de Grunne (1850-1926) en van Madeleine de Montalembert (1849-1920). Na de dood van zijn vrouw werd François monnik in de abdij van Maredsous onder de naam Dom Dominique.
Xavier was oorlogsvrijwilliger tijdens de Eerste Wereldoorlog. Hij werd na enkele maanden zwaar gekwetst en krijgsgevangen genomen. Hij bracht vier jaar gevangen in Duitsland door.
Na zijn terugkeer trouwde hij in 1919 met Anne de Meaux (1894-1980) en ze kregen zes kinderen. Hij dook onder in een bruisend leven. Enerzijds als secretaris-generaal van de Belgische Alpinistenclub en zelf actief bergbeklimmer onder meer met koning Albert I, anderzijds als deelnemer aan avontuurlijke wetenschappelijke expedities, onder meer in het Ruwenzorigebergte in Centraal-Afrika.
Hij werd ook gemeenteraadslid en burgemeester van Wezembeek-Oppem (1920-1926).
Aangetrokken door de meer militaristische allure van de Duitse jeugdbewegingen, stichtte hij in 1936 met John Hagemans de Association pour le Camping et le Tourisme, die in feite een soort privémilitie wilde zijn, los van de meer 'softe' jeugdbewegingen die onder controle van de geestelijkheid stonden.
De Grunne wierp zich ook in de politieke strijd onder de vlag van Léon Degrelle en werd in 1936 verkozen tot senator voor Rex. Er trad weldra onenigheid in en hij keerde zich in 1937 gedeeltelijk af van Rex om verder als onafhankelijke te zetelen. Toch was hij opnieuw kandidaat voor Rex bij de wetgevende verkiezingen van 1939, maar werd niet herkozen.
Tijdens de Achttiendaagse Veldtocht was hij majoor bij de Ardeense Jagers en nam deel aan de verdediging ter hoogte van Deinze. Na de Wapenstilstand bevond hij zich als gekwetste in een ziekenhuis. Van daar schreef hij een eerste oproep om zich te groeperen in een vereniging die hij 'La Phalange' noemde. Dit was zijn eerste toetreding tot het Verzet. De groep die hij vormde trad toe tot het Belgisch Legioen, dat evolueerde tot het Geheim Leger. Hij werd gearresteerd en stierf in het concentratiekamp van Gross Strehlitz.

## Publicaties
- Vers les glaciers de l'Equateur: le Ruwenzori. Mission scientifique belge, 1932
- La dernière journée du Roi Albert, in: Le Flambeau, revue belge des questions politiques et littéraires, Brussel, 1934
- Pourquoi je me suis séparé de Rex, 1937
- La Belgique indépendante et loyale, 1941